# Beirat (Stadtteilparlament in Bremen)
In der Stadtgemeinde Bremen werden zur Wahrnehmung örtlicher Angelegenheiten 22 Beiräte gewählt. Es sind Stadtteilparlamente mit eingeschränkten Entscheidungsmöglichkeiten und eigenen Haushaltsmitteln für stadtteilbezogene Maßnahmen. Hintergrund ist, dass die kommunale Vertretung, die Stadtbürgerschaft, aus den stadtbremischen Abgeordneten des Landesparlaments, der Bremischen Bürgerschaft, besteht und keine Volksvertretung wie z. B. in den Stadtstaaten Berlin oder Hamburg auf der Bezirksebene existiert.

## Geschichte
Ab 1946 wurden zunächst 42 Ortsteile gebildet, ohne diesen eine eigene politische Vertretung zu geben. Davon erhielten nur die 14 stadtferneren ein Ortsamt sowie einen Beirat, dessen Mitglieder von den Parteien ernannt und von der Stadtbürgerschaft bestätigt wurden. 1962 reduzierte sich diese Zahl auf 13, weil Arsten und Habenhausen im neuen Stadtteil Obervieland zusammengefasst wurden.
Erst 1971 wurden flächendeckend Beiräte und Ortsämter geschaffen. Jeder Stadtteil erhielt einen Beirat. Zu den 13 bestehenden kamen vier neue Ortsämter, die für jeweils zwei oder drei Stadtteile zuständig sind.
Seit dem Beirätegesetz 1989 können die Bürger der Stadt Bremen die Beiräte direkt wählen.
Ortsamtsleiter wurden von den jeweiligen Beiräten vorgeschlagen, seit 2012 werden sie gewählt. Anschließend werden sie vom Senat haupt- oder ehrenamtlich berufen.
2007 richtete die Stadtbürgerschaft den Ausschuss für Bürgerbeteiligung und Beiratsangelegenheiten ein. In der 20. Legistratur behandelt er unter dem Namen Ausschuss für Bürgerbeteiligung, bürgerschaftliches Engagement und Beiräte (Stadt)  unter anderem  den Aufgabenbereich Die Angelegenheiten der Beiräte, insbesondere deren Unterstützung und Förderung als Instrumente der lokalen Demokratie.

## Örtliche Zuständigkeit
Die Beiräte werden jeweils für einen Stadtteil gebildet. Die Ortsteile Blockland, Borgfeld, Seehausen und Strom, die ohne Stadtteilebene direkt einem Stadtbezirk zugeordnet sind, haben jeweils einen eigenen Beirat. Die Angelegenheiten der Ortsteile Industriehäfen sowie Hohentorshafen und Neustädter Hafen werden von den Beiräten Gröpelingen bzw. Woltmershausen wahrgenommen. Das Stadtbremische Überseehafengebiet Bremerhaven ist der einzige beiratsfreie Ortsteil der Stadtgemeinde Bremen.
In der Regel ist jedem Beirat ein Ortsamt zugeordnet. Gemeinsame Ortsämter wurden eingerichtet für
- Findorff, Walle, Gröpelingen, Industriehäfen (Ortsamt West),
- Mitte und Östliche Vorstadt (Ortsamt Mitte/Östliche Vorstadt),
- Neustadt, Woltmershausen, Hohentorshafen, Neustädter Hafen (Ortsamt Neustadt/Woltmershausen)
- Schwachhausen und Vahr (Ortsamt Schwachhausen/Vahr).[7]

## Wahl und Zusammensetzung
Wahlberechtigt sind alle Deutschen sowie Unionsbürger, die im Beiratsbereich gemäß § 1 des Bremischen Wahlgesetzes an der Wahl zur Bürgerschaft teilnehmen können. Das Mindestwahlalter beträgt 16 Jahre – seit dem 14. November 2009 aufgrund des Wahlgesetzes, zuvor durch eine Abweichungsregelung im Ortsbeirätegesetz, die durch Ortsgesetz vom 16. Oktober 2006 (BremGBl. S. 436) erfolgte.
Wählbar zu einem Beiratsmitglied sind alle Wahlberechtigten, die das 18. Lebensjahr vollendet haben und im jeweiligen Beiratsbereich wohnen. Die Beiratswahlen finden seit 1991 parallel zu den Bürgerschaftswahlen statt. Die Wähler haben jeweils fünf Stimmen, die beliebig an Parteien und Einzelkandidaten vergeben werden können.
Die Beiräte setzen sich aus politisch aktiven, ehrenamtlich tätigen und im Allgemeinen in Parteien organisierten Bürgern zusammen. Die Mitgliederzahl der Beiräte ist gemäß der folgenden Tabelle abhängig von der Einwohneranzahl der betreffenden Orts- und Stadtteile.
| Einwohner         | Mitglieder    |
| ----------------- | ------------- |
| bis 2 000         | 7 Mitglieder  |
| 2 001 bis 5 000   | 9 Mitglieder  |
| 5 001 bis 9 000   | 11 Mitglieder |
| 9 001 bis 18 000  | 13 Mitglieder |
| 18 001 bis 27 000 | 15 Mitglieder |
| 27 001 bis 36 000 | 17 Mitglieder |
| ab 36 001         | 19 Mitglieder |

## Aktuelle Sitzverteilung
Siehe: Ergebnisse der Kommunalwahlen in Bremen und Bremerhaven für historische Wahlergebnisse und Sitzverteilungen.
Sitzverteilung in den 22 Beiräten im Gebiet der Stadt Bremen nach den letzten Wahlen am 14. Mai 2023 und der Berufung von Listennachfolgern bis zum 18. Dezember 2023:
| Nr. | Name                  | Gebietseinheit | CDU | SPD | GRÜNE | LINKE | FDP | BIW      | Die PARTEI | BSW | LiV | DieBasis | Unabhängige | Sitze     |
| --- | --------------------- | -------------- | --- | --- | ----- | ----- | --- | -------- | ---------- | --- | --- | -------- | ----------- | --------- |
| 01  | Blockland             | Ot             | 4   | 2   | –     | –     | 1   | –        | –          | –   | –   | –        | –           | 7         |
| 02  | Blumenthal            | St             | 5   | 6   | 1     | 1     | 1   | (g)– (g) | –          | –   | –   | –        | –           | (g)14 (g) |
| 03  | Borgfeld              | Ot             | 6   | 2   | 3     | –     | 1   | 1        | –          | –   | –   | –        | –           | 13        |
| 04  | Burglesum             | St             | 5   | 6   | 2     | 1     | 1   | 2        | –          | –   | –   | –        | –           | 17        |
| 05  | Findorff              | St             | 3   | 4   | 4     | 2     | 1   | 1        | –          | –   | –   | –        | –           | 15        |
| 06  | Gröpelingen           | (a)St (a)      | 5   | 7   | 1     | 2     | 1   | (d)1 (d) | –          | –   | –   | –        | –           | (d)17 (d) |
| 07  | Hemelingen            | St             | 5   | 6   | 3     | 2     | 1   | (e)1 (e) | –          | –   | –   | –        | –           | (e)18 (e) |
| 08  | Horn-Lehe             | St             | 5   | 4   | 3     | –     | 1   | 1        | –          | 1   | –   | –        | –           | 15        |
| 09  | Huchting              | St             | 5   | 6   | 2     | 1     | 1   | (h)– (h) | –          | –   | –   | –        | –           | (h)15 (h) |
| 10  | Mitte                 | St             | 2   | 3   | 3     | 3     | 1   | –        | 1          | –   | –   | –        | –           | 13        |
| 11  | Neustadt              | St             | 3   | 4   | 5     | 4     | 1   | 1        | 1          | –   | –   | –        | –           | 19        |
| 12  | Oberneuland           | St             | 7   | 2   | 2     | –     | 2   | –        | –          | –   | –   | –        | –           | 13        |
| 13  | Obervieland           | St             | 6   | 7   | 2     | 1     | 1   | 2        | –          | –   | –   | –        | –           | 19        |
| 14  | Östliche Vorstadt     | St             | 2   | 4   | 4     | 4     | 1   | –        | 1          | –   | 1   | –        | –           | 17        |
| 15  | Osterholz             | St             | 7   | 7   | 2     | 2     | 1   | –        | –          | –   | –   | –        | –           | 19        |
| 16  | Schwachhausen         | St             | 6   | 4   | 5     | 2     | 1   | 1        | –          | –   | –   | –        | –           | 19        |
| 17  | Seehausen             | Ot             | 5   | 2   | –     | –     | –   | –        | –          | –   | –   | –        | –           | 7         |
| 18  | Strom                 | Ot             | 5   | 2   | –     | –     | –   | –        | –          | –   | –   | –        | –           | 7         |
| 19  | Vahr                  | St             | 4   | 5   | 2     | 1     | 1   | (e)1 (e) | –          | –   | –   | –        | –           | (e)14 (e) |
| 20  | Vegesack              | St             | 5   | 6   | 2     | –     | 1   | (f)1 (f) | –          | –   | –   | –        | 1           | (f)16 (f) |
| 21  | Walle                 | (b)St (b)      | 3   | 5   | 3     | 3     | 1   | 2        | –          | –   | –   | –        | –           | 17        |
| 22  | Woltmershausen        | (c)St (c)      | 4   | 5   | 2     | 1     | –   | –        | –          | –   | –   | 1        | –           | 13        |
| –   | Alle Beiräte zusammen | –              | 102 | 99  | 51    | 31    | 20  | 15       | 3          | 1   | 1   | 1        | 1           | 325       |

Gebietseinheit
- Ot = Ortsteil
- St = Stadtteil

## Arbeitsweise der Beiräte
Die Beiräte wählen aus ihrer Mitte jeweils einen Beiratssprecher und dessen Stellvertreter, die den Beirat in der Öffentlichkeit und gegenüber den Behörden vertreten.
Die Beiräte tagen in der Regel öffentlich. Öffentliche Sitzungen dürfen in Bild und Ton durch Presse, Rundfunk und ähnliche Medien oder durch den Beirat veranlasst aufgezeichnet und übertragen werden. Zu einer Beiratssitzung lädt die Ortsamtsleitung in Absprache mit dem Beiratsprecher öffentlich ein. Auf Antrag eines Viertels der Beiratsmitglieder kann ebenfalls eine Sitzung einberufen werden. Beiratsbeschlüsse werden auf den Sitzungen mit Stimmenmehrheit gefasst.
Für bestimmte Aufgaben können die Beiräte ständige und nichtständige Ausschüsse bilden und ihnen auch die endgültige Beschlussfassung übertragen. In die Ausschüsse können neben Beiratsmitgliedern auch Bürger gewählt werden, die im jeweiligen Beiratsgebiet wohnen. Für bestimmte Aufgaben können auch Ausschüsse gebildet werden, in denen Einrichtungen im Beiratsbereich mit Rederecht vertreten sind.
Die Ortsamtsleitung leitet die Beirats- und Ausschusssitzungen, hat selbst aber kein Stimmrecht. Die Mitglieder der Beiräte und Ausschüsse erhalten Sitzungsgelder, die in der Regel monatlich ausgezahlt werden.

## Aufgaben und Rechte
Die Beiräte haben eingeschränkte Entscheidungsmöglichkeiten.
Allgemein haben die Beiräte die Aufgabe, über alle öffentlichen Stadtteilangelegenheiten zu beraten und hierzu Stellung zu nehmen, d. h. sich über die Angelegenheiten des Ortsamtes berichten zu lassen, sich mit aus der Bevölkerung kommenden Wünschen, Anregungen und Beschwerden zu befassen, Institutionen, Vereine, Initiativen und sonstige Vereinigungen zu unterstützen, beiratsbezogene Angelegenheiten der sozialen Dienste sowie Anträge zu den Haushaltsvoranschlägen zu beraten und zu beschließen.
Das Gesetz beschreibt die Rechte der Beiräte unter den Schlagworten:
- Informationsrechte (§ 7)
- Maßnahmen und Planung (§ 8)
- Beteiligungsrechte (§ 9)
- Entscheidungs- und Zustimmungsrechte (§ 10)
- Herstellung von Einvernehmen (§ 11)

Behörden beteiligen Beiräte an ihrer Arbeit, indem sie die Beiräte um Stellungnahmen bitten. Das gilt insbesondere für Flächennutzungspläne, Bebauungspläne, Landschaftprogramme, Festlegung von Sanierungs- und Untersuchungsgebieten, Baugenehmigungen, Aufhebung oder Nutzungsänderung von öffentlichen Einrichtungen, sozial-, kultur- und umweltpolitische Maßnahmen, Vermietung, Ankauf und Verkauf von öffentlichen Flächen und Gebäuden, Ausbau und Umbau von Straßen, Plätzen und Grünanlagen, Maßnahmen zur Grundstücksentsorgung und -entwässerung, Änderung der Verwaltungsbezirke sowie teils für stadtteilbezogene Mittel in den Ressorts.
Entscheidungsrechte haben die Beiräte z. B. bei der Verwendung der für den Beiratsbereich vorgesehenen Mittel (siehe: Globalmittelvergabe), bei stadtteilbezogenen Verkehrsmaßnahmen, bei der Organisation und Durchführung von Gemeinschaftsveranstaltungen im Stadtteil, eingeschränkt bei der Bildung von stadtteilorientierten Partnerschaften, bei eigenen stadtteilorientierten sozial-, kultur- und umweltpolitischen Projekten sowie bei der Benennung von Straßen und Plätzen.
Kann zwischen Beirat und Behörde kein Einvernehmen hergestellt werden, so ist die Behörde verpflichtet, ihr Anliegen mit dem Beschluss des Beirats der zuständigen Deputation oder dem zuständigen Parlamentsausschuss zur Beratung vorzulegen. Dabei haben die Beiräte das Recht bei der entsprechenden Deputations- oder Ausschusssitzung angehört zu werden. In bestimmten Fällen können die Beiräte außerdem eine Beratung bzw. Entscheidung der Stadtbürgerschaft beantragen.
Zur Wahrnehmung ihrer Aufgaben und Rechte können Beiräte Ausschüsse einsetzen, Mitglieder in örtliche Arbeitskreise und andere Vertretungen entsenden, Behördenvertreter und Sachverständige hören oder Akteneinsicht in den Ortsämtern nehmen.

## Globalmittelvergabe
Den Beiräten stehen finanzielle Mittel für stadtteilbezogene Projekte zur Verfügung (Globalmittel). Initiativen, Vereine aber auch Privatpersonen können diese projektbezogenen Mittel beantragen. Die zuständigen Ortsämter beraten bei der Antragstellung.

## Bürger- und Jugendbeteiligung
Ziel des Gesetzes über Beiräte und Ortsämter ist es, mehr Bürgernähe für stadtteilbezogene Entscheidungen sicherzustellen. Es soll  insbesondere Verwaltungsverfahren und Entscheidungen transparent machen, bürgerschaftliches Engagement fördern und eine hohe Akzeptanz bei den Bürgern erreichen. Die Bürgerbeteiligung ist daher eine der wichtigsten Aufgaben der Beiräte.

### Bürgeranträge
Einwohner, die das 14. Lebensjahr vollendet haben, können sich mit Anregungen, Wünschen und Beschwerden in stadtteilbezogenen Angelegenheiten an die Beiräte wenden. Die Beiräte müssen über diese Anträge binnen sechs Wochen beraten. Das Ortsamt teilt das Beratungsergebnis der Antragstellerin oder dem Antragsteller schriftlich mit.

### Jugendbeteiligung
2004 wurde der Jugendbeirat Schwachhausen gegründet, der zwischenzeitlich zwei Vertreter in den Beirat Schwachhausen entsendete. Durch die Schwachhauser Initiative wurde die Diskussion um die politischen Beteiligung Jugendlicher in vielen Bremer Stadtteilen neu entfacht.
Am 31. Oktober 2006 wurde im Ortsgesetz über Beiräte und Ortsämter der Paragraph 5a eingefügt, der die Einrichtung von Jugendbeiräten regelt. In der Gesetzesfassung vom 2. Februar 2010 wurde die Jugendbeteiligung in den § 6 Bürger- und Jugendbeteiligung integriert. Die Beiräte sind beauftragt, das kommunalpolitische Engagement von Jugendlichen im Beiratsbereich zu fördern und zu unterstützen. Dazu können sie jeweils einen Jugendbeirat gründen. Den Mitgliedern der Jugendbeiräte kann Rede- und Antragsrecht für die Sitzungen der Beiräte gewährt werden.
Es gibt unterschiedliche Ansätze der Jugendbeteiligung auf der Beiratsebene:
- Im Viertel (Bremen) wird im Viertelparlament ein offener Ansatz verfolgt. Dort können alle Jugendlichen ohne gewählt zu werden mitreden. 2024 wurde in den Stadtteilen Mitte und Östliche Vorstadt ein Jugendforum gegründet. Alle Jugendliche zwischen 14 und 18 Jahren, die in den Stadtteilen wohnen oder dort zur Schule gehen, können am Jugendforum teilnehmen. Im Gegensatz zum Jugendbeirat werden die Jugendlichen nicht gewählt[24].
- In Huchting wurde am 5. November 2009 ein Jugendbeirat von allen wahlberechtigten Huchtinger Jugendlichen im Alter von mindestens 13 und nicht älter als 17 Jahre direkt gewählt. Er umfasst 15 Mitglieder. Er hat ein eigenes Budget, das ihm vom Beirat Huchting aus seinen Globalmitteln zur Verfügung gestellt wurde. Er ist für zwei Jahre gewählt.
- Im Stadtteil Hemelingen existiert seit Mai 2015[25] ein Jugendbeirat, in welchen alle wahlberechtigten Hemelinger Jugendliche über die im Abstand von zwei Jahren stattfindende Wahl eintreten können. Er besteht aktuell aus 11 Mitgliedern.[26]

Auch in weiteren Stadtteilen bestehen Jugendvertretungen.

### Seniorenbeteiligung
Die Delegierten der Seniorenvertretung sind in Angelegenheiten, die über das gewohnte Maß hinaus seniorenpolitisch Bedeutung haben, im Beirat oder in einem Ausschuss des Beirates zu hören.

## Beiratsübergreifende Zusammenarbeit
Für die Zusammenarbeit wurde zunächst ein Gesamtbeirat eingerichtet. Hier haben die Beiräte die Möglichkeit, sich auszutauschen und ihre Aktivitäten zu koordinieren. Der Gesamtbeirat wurde durch die Beirätekonferenz ersetzt, die in der Regel viermal im Jahr öffentlich tagt. Die bisherige Sonderregelung für Bremen-Nord, einen beiratsübergreifenden Bauausschuss zu bilden, wird thematisch und räumlich ausgeweitet: Die Beiräte haben das Recht, gemeinsame, nicht ständig tagende Regionalausschüsse einzusetzen.